# Sugith Varughese
Sugith Varughese (* 25. April 1958 in Kochi, Kerala, Indien) ist ein kanadischer Schauspieler, Drehbuchautor und Synchronsprecher.

## Leben
Varughese wurde am 25. April 1958 in Kochi als Sohn thomaschristlichen Eltern geboren. Als sein Vater eine Anstellung als Neurochirurg in Saskatoon, Saskatchewan erhielt, wanderte die Familie nach Kanada aus, als er sich noch im Kindesalter befand. Er wuchs bilingual mit Malayalam und Englisch auf. Er machte ein Vormedizin- und Schauspielstudium an der University of Saskatchewan. Er machte zusätzlich einen Bachelor of Arts in Schauspiel an der University of Minnesota in Minneapolis und einen Master of Fine Arts an der York University in Toronto.
Ab den 1980er Jahren bis in die Mitte der 2000er Jahre war Varughese auch als Drehbuchautor tätig. Sein nennenswertestes Projekte war die Fernsehserie Die Fraggles, für die er zwischen 1983 und 1987 für zehn Episoden zuständig war. Ab den 2000er Jahren schrieb er vor allem für Dokumentationen und Kurzfilme die Drehbücher. 1983 spielte er als Nebendarsteller im Fernsehfilm Best of Both Worlds mit. Über weitere Nebenrollen hauptsächlich in Fernsehfilmproduktionen konnte er sich als Schauspieler etablieren. 1999 spielte er die Rolle des Dr. Rashdi im Fernsehfilm Willkommen in Freak City. 2005 war er in einer Nebenrolle als Hotelrezeptionist im Film Remember zu sehen. 2006 spielte er im Fernsehfilm Solar Attack – Der Himmel brennt die Rolle des Patel. Von 2007 bis 2011 stellte er in der Fernsehserie Unsere kleine Moschee in insgesamt 19 Episoden die Rolle des Faisal dar.

## Filmografie (Auswahl)

### Schauspiel
- 1983: Best of Both Worlds (Fernsehfilm)
- 1983: American Playhouse (Fernsehserie)
- 1987: Blindside
- 1987–1988: Nachtstreife (Night Heat, Fernsehserie, 3 Episoden, verschiedene Rollen)
- 1990: Inside Stories: Home on the Range (Fernsehfilm)
- 1992: Schwarzer Tod (Quiet Killer, Fernsehfilm)
- 1993: Without Fear
- 1996: Toe Tags (Fernsehfilm)
- 1997: Die Mörder-Mutter: Wenn Liebe zu weit geht (Too Close to Home, Fernsehfilm)
- 1997: Major Crime (Fernsehfilm)
- 1997: PSI Factor – Es geschieht jeden Tag ( PSI Factor – Chronicles of the Paranormal, Fernsehserie, 1 Episode)
- 1998: Ein Herz für Brittany (A Father for Brittany, Fernsehfilm)
- 1998: Naked City – Justice with a Bullet (Naked City: Justice with a Bullet, Fernsehfilm)
- 1998: Defenders 3 – Gegen das Gesetz (The Defenders: Taking the First, Fernsehfilm)
- 1999: Willkommen in Freak City (Freak City, Fernsehfilm)
- 1999: Penny's Odyssey (Fernsehfilm)
- 1999: Lethal Vows – Bis dass der Tod uns scheidet (Lethal Vows, Fernsehfilm)
- 1999, 2000: Relic Hunter – Die Schatzjägerin (Relic Hunter, Fernsehserie, 2 Episoden)
- 2000: Tribulation
- 2000: The Spreading Ground
- 2000: Mission to Mars
- 2000: Hit Man – Mord nach Anleitung (Deliberate Intent, Fernsehfilm)
- 2001: A Colder Kind of Death (Fernsehfilm)
- 2001: Mutter unter Beschuss (Snap Decision, Fernsehfilm)
- 2002: Jinnah – On Crime: Pizza 911 (Fernsehfilm)
- 2002: Tagged: The Jonathan Wamback Story (Fernsehfilm)
- 2002: Lass Dir was einfallen! (Get a Clue, Fernsehfilm)
- 2002–2003: An American in Canada (Fernsehserie, 6 Episoden)
- 2004: Peep (Kurzfilm)
- 2004: Metropia (Fernsehserie)
- 2004: A Question (Kurzfilm)
- 2006: Solar Attack – Der Himmel brennt (Solar Strike, Fernsehfilm)
- 2007–2011: Unsere kleine Moschee (Little Mosque on the Prairie, Fernsehserie 19 Episoden)
- 2009: Orphan – Das Waisenkind (Orphan)
- 2013: Der Traum vom Glück (Holidaze, Fernsehfilm)
- 2013: Finding Talib (Kurzfilm)
- 2014: The Christmas Switch
- 2014: Nobody (Kurzfilm)
- 2015: Remember
- 2015: The Strain (Fernsehserie, 4 Episoden)
- 2016: The Girlfriend Experience (Fernsehserie, 7 Episoden)
- 2016: First Round Down
- 2016–2021: Kim’s Convenience (Fernsehserie, 25 Episoden)
- 2017: Cradle to Grave
- 2017: White Night
- 2017: Ruby’s Tuesday (Kurzfilm)
- 2018: The Joke Thief
- 2018: Yo Fam! (Fernsehserie, 5 Episoden)
- 2018: 22 Chaser
- 2018: Ein Rezept für die Liebe (Little Italy)
- 2018: Red Rover
- 2018: Shook (Kurzfilm)
- 2019: The Last Big Save
- 2019: Making a Deal with the Devil
- 2019: Guest of Honour
- 2019: Easy Land
- 2019: Stealing School
- 2020: Kitty Mammas
- seit 2020: Transplant (Fernsehserie)
- 2022: Ashgrove
- seit 2022: Less Than Kosher (Fernsehserie)

### Drehbuch
- 1980: The Phoenix Team (Fernsehserie, Episode 1x15)
- 1983: Best of Both Worlds (Fernsehfilm)
- 1983–1987: Die Fraggles (Fraggle Rock, Fernsehserie, 10 Episoden)
- 1988: Mount Royal (Fernsehserie)
- 1991: Kumar and Mr. Jones (Kurzfilm)
- 1992: Mela's Lunch (Kurzfilm)
- 1995: On My Mind (Fernsehserie)
- 1997: Groundling Marsh (Fernsehserie, Episode 1x01)
- 1999: Show Girls (Dokumentation)
- 2000: From Far Away (Kurzfilm)
- 2001: Blue Murder (Fernsehserie, 2 Episoden)
- 2001: Lost Worlds: Life in the Balance (Dokumentation)
- 2001: The Magic of Anansi (Kurzfilm)
- 2001: Talespinners Collection I
- 2001: Lights for Gita (Kurzfilm)
- 2001: Christopher, Please Clean Up Your Room! (Kurzfilm)
- 2002: The Friends of Kwan Ming (Kurzfilm)
- 2003: The Blobheads (Fernsehserie)
- 2003: Roses Sing on New Snow (Kurzfilm)
- 2004: Tongue Tied (Kurzfilm)
- 2005: Mind Me Good Now (Kurzfilm)
- 2006: The Girl Who Hated Books (Kurzfilm)

## Synchronisationen (Auswahl)
- 2008: Far Cry 2 (Computerspiel)
- 2009–2010: The Dating Guy (Zeichentrickserie, 5 Episoden)
- 2019–2021: Clifford, der große rote Hund (Clifford the Big Red Dog, Zeichentrickserie, 18 Episoden)